# Ossenheim
Ossenheim ist ein Stadtteil von Friedberg (Hessen) im südhessischen Wetteraukreis. Der Ort liegt östlich von Friedberg an der Wetter.

## Geschichte

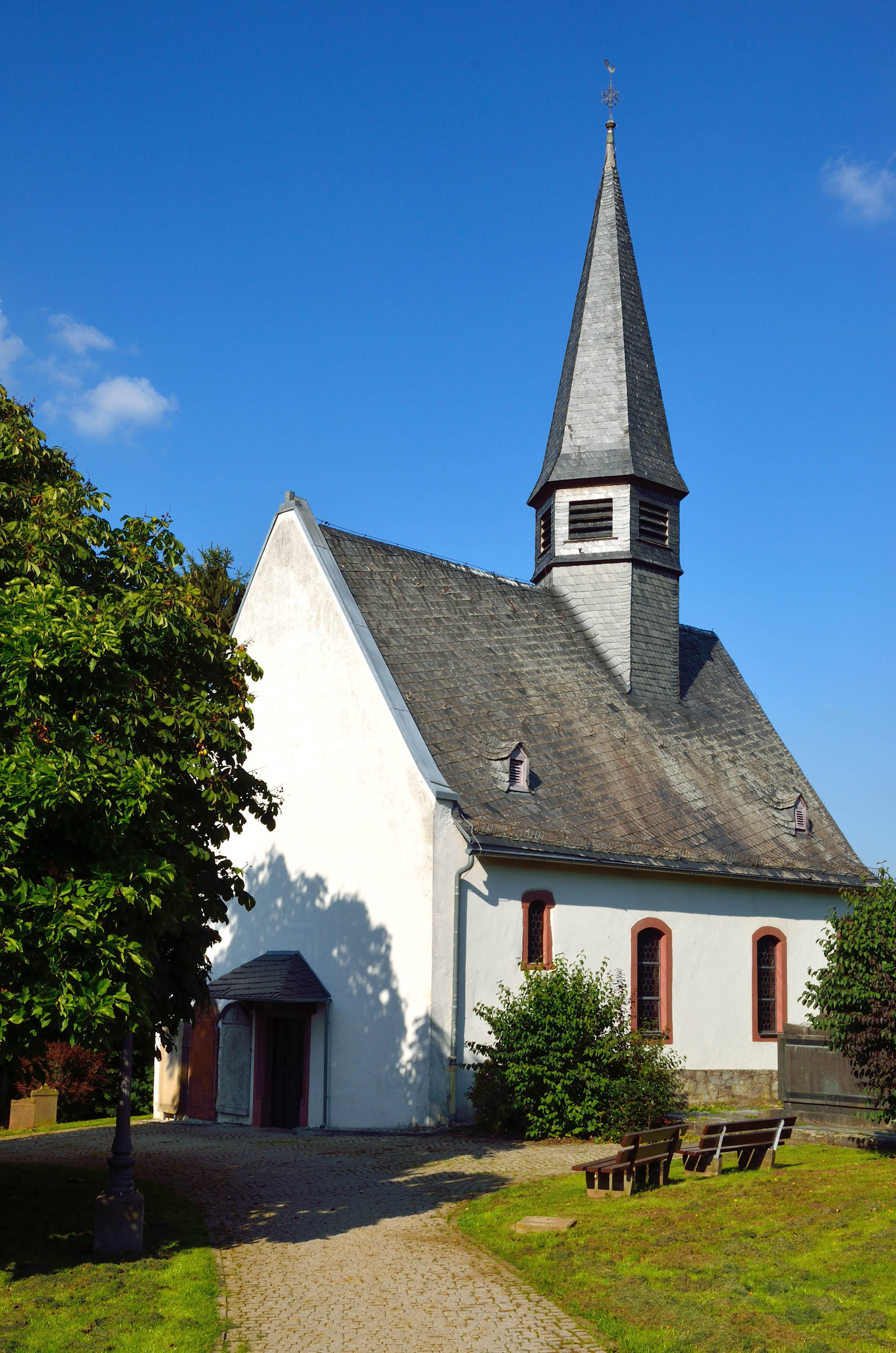
Kirche

### Ortsgeschichte
Ossenheim wird im Jahre 807 erstmals urkundlich erwähnt.
Der Ortsname wird entweder von „Heim des Osso“ oder von den vielen Ochsen im Ort (Ohso) abgeleitet. 1608 wurde die heutige Kirche eingeweiht. Im 19. Jahrhundert wurde in Ossenheim Braunkohle abgebaut. 1826 wurde eine Schule und 1904 das Pfarrhaus erbaut. 1977 wurde die Mehrzweckhalle eingeweiht.
Am 31. Dezember 1971 wurde Ossenheim im Zuge der Gebietsreform in Hessen in die Kreisstadt Friedberg eingegliedert.

### Verwaltungsgeschichte im Überblick
Die folgende Liste zeigt die Staaten und Verwaltungseinheiten, denen Ossenheim angehört(e):
- 807: Wettereiba (in pago Wetdereiba)
- vor 1806: Heiliges Römisches Reich, Grafschaft Solms-Rödelheim, Amt Nieder-Wöllstadt
- ab 1806: Großherzogtum Hessen (Souveränitätslande),[Anm. 2], Fürstentum Oberhessen, Amt Nieder-Wöllstadt (zur Standesherrschaft Solms gehörig)
- ab 1815: Großherzogtum Hessen (Souveränitätslande), Provinz Oberhessen, Amt Nieder-Wöllstadt (zur Standesherrschaft Solms gehörig)
- ab 1821: Großherzogtum Hessen, Provinz Oberhessen, Landratsbezirk Vilbel[Anm. 3]
- ab 1823: Großherzogtum Hessen, Provinz Oberhessen, Landratsbezirk Butzbach
- ab 1829: Großherzogtum Hessen, Provinz Oberhessen, Verlegung und Umbenennung in Landratsbezirk Friedberg
- ab 1832: Großherzogtum Hessen, Provinz Oberhessen, Kreis Friedberg
- ab 1848: Großherzogtum Hessen, Regierungsbezirk Friedberg
- ab 1852: Großherzogtum Hessen, Provinz Oberhessen, Kreis Friedberg
- ab 1867: Norddeutscher Bund,[Anm. 4] Großherzogtum Hessen, Provinz Oberhessen, Kreis Friedberg
- ab 1871: Deutsches Reich, Großherzogtum Hessen, Provinz Oberhessen, Kreis Friedberg
- ab 1918: Deutsches Reich (Weimarer Republik), Volksstaat Hessen, Provinz Oberhessen, Kreis Friedberg
- ab 1938: Deutsches Reich, Volksstaat Hessen, Landkreis Friedberg[7][Anm. 5]
- ab 1945: Amerikanische Besatzungszone,[Anm. 6] Groß-Hessen, Regierungsbezirk Darmstadt, Landkreis Friedberg
- ab 1946: Amerikanische Besatzungszone, Land Hessen, Regierungsbezirk Darmstadt, Landkreis Friedberg
- ab 1949: Bundesrepublik Deutschland, Land Hessen, Regierungsbezirk Darmstadt, Landkreis Friedberg
- ab 1972: Bundesrepublik Deutschland, Land Hessen, Regierungsbezirk Darmstadt, Wetteraukreis, Stadt Friedberg[Anm. 7]

## Bevölkerung
Einwohnerstruktur 2011
Nach den Erhebungen des Zensus 2011 lebten am Stichtag, dem 9. Mai 2011, in Ossenheim 1149 Einwohner. Darunter waren 69 (6,0 %) Ausländer.
Nach dem Lebensalter waren 213 Einwohner unter 18 Jahren, 465 zwischen 18 und 49, 228 zwischen 50 und 64 und 210 Einwohner waren älter. Die Einwohner lebten in 480 Haushalten. Davon waren 135 Singlehaushalte, 144 Paare ohne Kinder und 159 Paare mit Kindern, sowie 30 Alleinerziehende und 15 Wohngemeinschaften. In 87 Haushalten lebten ausschließlich Senioren und in 330 Haushaltungen lebten keine Senioren.
Einwohnerentwicklung
| Ossenheim: Einwohnerzahlen von 1834 bis 2022 | Ossenheim: Einwohnerzahlen von 1834 bis 2022 | Ossenheim: Einwohnerzahlen von 1834 bis 2022 | Ossenheim: Einwohnerzahlen von 1834 bis 2022 | Ossenheim: Einwohnerzahlen von 1834 bis 2022 |
| --- | -------------------------------------------- | -------------------------------------------- | -------------------------------------------- | -------------------------------------------- |
| Jahr |                                              |                                              |                                              | Einwohner                                    |
| 1834 | 1834                                         |                                              | 192                                          | 192                                          |
| 1840 | 1840                                         |                                              | 240                                          | 240                                          |
| 1846 | 1846                                         |                                              | 271                                          | 271                                          |
| 1852 | 1852                                         |                                              | 300                                          | 300                                          |
| 1858 | 1858                                         |                                              | 286                                          | 286                                          |
| 1864 | 1864                                         |                                              | 290                                          | 290                                          |
| 1871 | 1871                                         |                                              | 297                                          | 297                                          |
| 1875 | 1875                                         |                                              | 287                                          | 287                                          |
| 1885 | 1885                                         |                                              | 321                                          | 321                                          |
| 1895 | 1895                                         |                                              | 310                                          | 310                                          |
| 1905 | 1905                                         |                                              | 330                                          | 330                                          |
| 1910 | 1910                                         |                                              | 377                                          | 377                                          |
| 1925 | 1925                                         |                                              | 519                                          | 519                                          |
| 1939 | 1939                                         |                                              | 527                                          | 527                                          |
| 1946 | 1946                                         |                                              | 829                                          | 829                                          |
| 1950 | 1950                                         |                                              | 822                                          | 822                                          |
| 1956 | 1956                                         |                                              | 781                                          | 781                                          |
| 1961 | 1961                                         |                                              | 864                                          | 864                                          |
| 1967 | 1967                                         |                                              | 1.011                                        | 1.011                                        |
| 1970 | 1970                                         |                                              | 976                                          | 976                                          |
| 1980 | 1980                                         |                                              | ?                                            | ?                                            |
| 1990 | 1990                                         |                                              | ?                                            | ?                                            |
| 2000 | 2000                                         |                                              | ?                                            | ?                                            |
| 2011 | 2011                                         |                                              | 1.149                                        | 1.149                                        |
| 2022 | 2022                                         |                                              | 1.220                                        | 1.220                                        |
| Datenquelle: Historisches Gemeindeverzeichnis für Hessen: Die Bevölkerung der Gemeinden 1834 bis 1967. Wiesbaden: Hessisches Statistisches Landesamt, 1968. Weitere Quellen: LAGIS; Zensus 2011; Wetteraukreis |                                              |                                              |                                              |                                              |

Konfessionsstatistik
| • 1961: | 635 evangelische (= 73,50 %), 181 katholische (= 20,95 %) Einwohner |

## Kulturdenkmäler
Siehe: Liste der Kulturdenkmäler in Ossenheim

## Verkehr
Durch den Ort verläuft die Bundesstraße 275. Den öffentlichen Personennahverkehr stellt die Verkehrsgesellschaft Oberhessen (VGO) sicher.

## Politik
Für Ossenheim besteht ein Ortsbezirk (Gebiete der ehemaligen Gemeinde Ossenheim) mit Ortsbeirat und Ortsvorsteher nach der Hessischen Gemeindeordnung.
Der Ortsbeirat besteht aus neun Mitgliedern. Bei den Kommunalwahlen in Hessen 2021 betrug die Wahlbeteiligung zum Ortsbeirat 56,01 %. Es wurden gewählt: vier Mitglieder der SPD und je zwei Mitglieder des Bündnis 90/Die Grünen und der CDU sowie ein Mitglied der FDP. Der Ortsbeirat wählte Peter Haas (SPD) zum Ortsvorsteher.

## Sonstiges
Am Dienstag nach Pfingsten findet im Ort der Wäldchestag statt.

## Persönlichkeiten
- Philipp Heinrich Walther (* 1768 in Ossenheim; † 1837 in Nieder-Wöllstadt), Landwirt und Politiker, Abgeordneter der 2. Kammer der Landstände des Großherzogtums Hessen